# Bogdan Marinescu
Bogdan Marinescu (n. 29 noiembrie 1944) este medic și politician român.
A fost deputat în legislatura 1992 - 1996 și senator în legislatura 1996 - 2000 în Parlamentul României din partea PD București.
A fost director la Spitalul Clinic Obstetrică-Ginecologie „Prof. Dr. Panait Sârbu” din 1983 până în 2010.
Este medic in secția Obstetrică – Ginecologie II – Infertilitatea cuplului la Spitalul Clinic Obstetrică-Ginecologie „Prof. Dr. Panait Sârbu”.